# Provincia di Taiwan (Repubblica Popolare Cinese)
La provincia di Taiwan (台湾省S, Táiwān ShěngP) è, secondo la Costituzione della Repubblica Popolare Cinese, una provincia cinese. In realtà, fin dalla sua fondazione nel 1949, la Repubblica Popolare Cinese non ha mai controllato l'area geografica di Taiwan.
La Repubblica di Cina (RDC) governa l'Area di Taiwan, che consiste nell'isola di Taiwan, nelle Penghu, nonché di Kinmen e delle isole Matsu, situate al largo della costa della provincia continentale di Fujian della Repubblica di Cina.